# Iardinis mussardi
Iardinis mussardi är en spindelart som beskrevs av Brignoli 1980. Iardinis mussardi ingår i släktet Iardinis, och familjen Mysmenidae. Inga underarter finns listade.